# Jungsheft
Jungsheft est un magazine allemand classé pornographique, édité par des femmes, à destination d’un public féminin, créé en 2005.
Il est construit en anti-modèle des magazines à destination des hommes : il propose des photos d’hommes normaux (mais au physique agréable) nus, parfois en érection (ce qui entraîne le classement pornographique), des articles sur le sexe et des sujets futiles.

## Sources
- Reportage d’Angi Harrer-Vukorep et Cornelia Cornelsen diffusé dans l’émission Métropolis du 10 mai 2008 sur Arte
- Article Le porno cool consulté le 10 mai 2008

## Site
- (de) Site officiel